# Iglesia de Nuestra Señora de la Merced (Calasparra)
La iglesia de Nuestra Señora de la Merced, es una de las tres iglesias más representativas que posee el municipio murciano de Calasparra. Esta iglesia fue fundada en el siglo XVI sobre las ruinas de la antigua ermita de la Concepción y posteriormente reformada en el siglo XX.

## Introducción
La iglesia de Nuestra Señora de la Merced se encuentra situada en el centro histórico del municipio Murciano de Calasparra, concretamente en la calle Germán Galindo, y se puede acceder a ella por las estrechas y angostas calles de la ciudad. La iglesia fue fundada en el siglo XVI y se asienta en lo que antaño fue la ermita de la Concepción, fundada esta en 1555.
Este convento fue fundado por el Encomendado D. Diego de Toledo en el siglo XVI en el centro histórico del municipio murciano de Calasparra. Tras la guerra de la Independencia que ocasionó la quema y la exclaustración, el convento quedó totalmente arruinado. Finalmente el convento fue vendido a Miñano Pay tasado en un valor de 100.190 reales y rematado su valor en 215.100 reales. Debido a esto no quedan muchas muestras de lo que fue tiempo atrás aunque aún se conservan restos del siglo XVIII aunque fue restaurada y rehecha en el siglo XX.
La iglesia fue desprovista de su ajuar artístico original. En la actualidad se ha de destacar la escultura del Crucificado, situado en el crucero de la izquierda. Esta imagen fue encargada en Sevilla al escultor Juan Manuel Miñarro López. El Cristo dirige la mirada hacia lo alto presentando signos de sanguinolencia. En cuanto a la disposición de los clavos, los correspondientes a las manos atraviesan la palma. También posee una imagen del Corazón de Jesús del siglo XX, procedente de los talleres de Olot, que presenta las mismas características de otras imágenes de escayola con esta misma advocación localizadas en distintas iglesias de la región de Murcia.

## Arquitectura
En la fachada lateral derecha de la iglesia, concretamente en el crucero de la derecha por su parte exterior, existe otra puerta de acceso al interior de la misma. Encima de dicha puerta se sitúa la Imagen de Nuestra Señora la Virgen de la Esperanza en azulejería, flanqueada por dos farolillos, indicando que ésta es la puerta de la Virgen. Remata el paramento otro ventanal con arco de medio punto, como en el caso de la fachada a los pies. La fachada de los pies de la iglesia, a la que se accede a través de unas escalinatas, tiene una puerta con guardapolvos sobre la que hay un ventanal con arco de medio punto para la iluminación natural del templo, todo ello bajo un frontón triangular donde se insertaba la cruz de los mercedarios, siendo hoy en día sustituida por un reloj. En el lateral izquierdo de esta fachada existe una espadaña con una pequeña campana.
La iglesia tiene una sola nave, con cuatro tramos con embocaduras laterales de arcos de medio punto. Su planta es de cruz latina y está cubierta con bóveda de lunetos. El crucero está cubierto con cúpula con linterna y óculos.

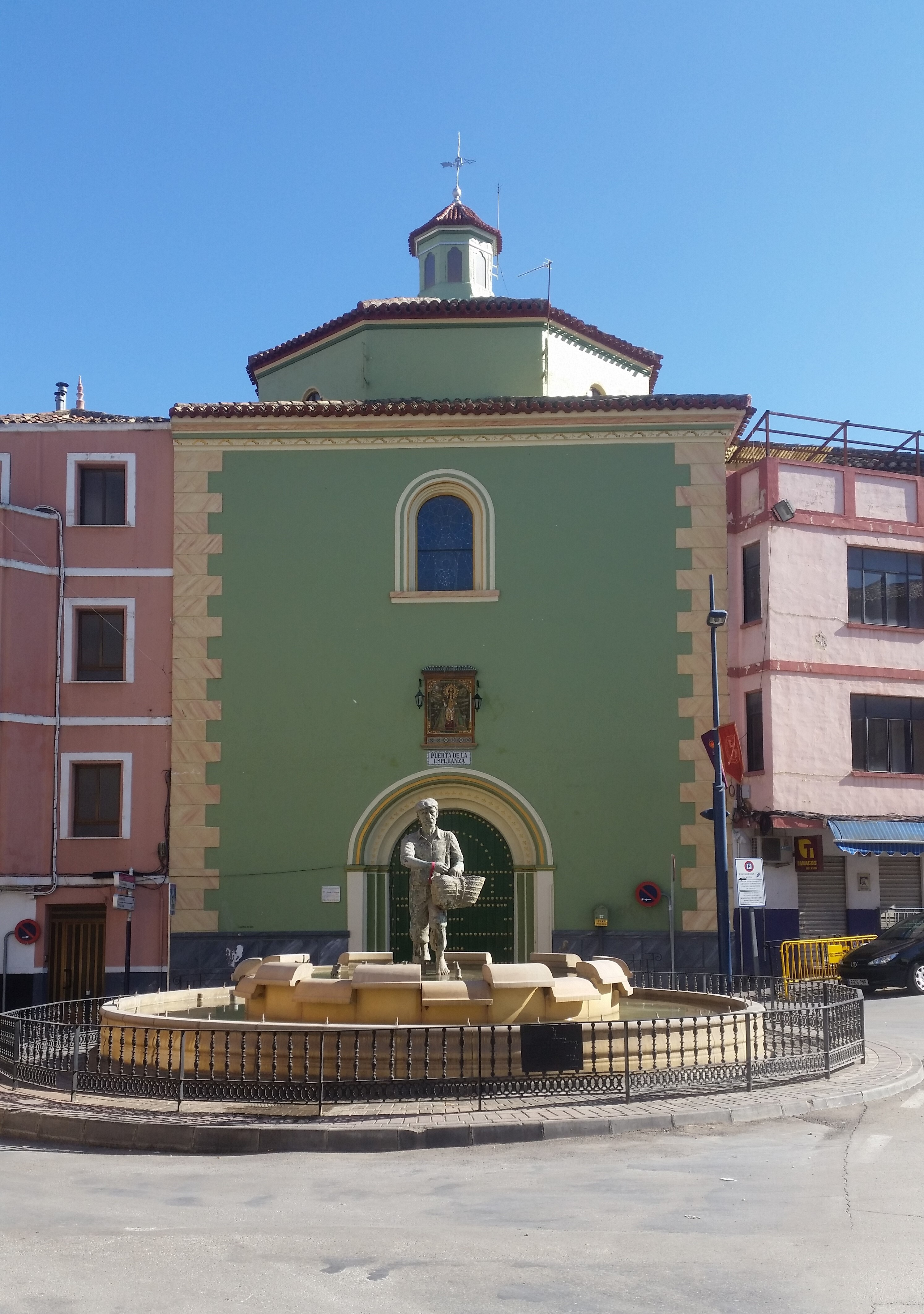
Imagen frontal de la puerta trasera de la Iglesia junto a la estatua del Arrocero

## Historia
A principios del siglo XVI y junto a esta iglesia, el 8 de febrero de 1625, el señor D. Diego de Toledo, Comendador de la Encomienda de Calasparra, dio la licencia para que se fundase el convento de religiosos descalzos de Nuestra Señora de la Merced, como aparece en la escritura de fundación que pasó ante el notario D. Antonio Rodríguez, en un ambiente de fervor religioso que sacudía el municipio de Calasparra.
Este convento inició su declive tras la invasión francesa ya que le ocasionó pérdidas importantes y expolio durante la guerra de la Independencia de 1808. Finalmente este convento acabó totalmente quemado el 1 de octubre de 1812. En este mismo siglo y tras dicha guerra y exclaustración quedó en estado ruinoso y fue vendido en 1849. Esto provocó que la iglesia sirviera de almacén de esparto hasta mediados del siglo XX pero posteriormente se reabrió de nuevo al culto en 1959.
Se pueden destacar diversas donaciones privadas para la edificación de este Convento, como la de Fernando Hervás en su testamento de octubre de 1626, donde dejó dos ducados a la iglesia de San Pedro Apóstol y once reales para las obras de la Ermita de la Concepción, que en ese tiempo se estaban transformando en el convento mercedario.
Recientemente restaurada esta iglesia, destaca el colorido del conjunto y el trabajo realizado en la fachada lateral, en la conocida como "Puerta de la Esperanza", donde podemos contemplar un mosaico con la imagen de la Virgen de la Esperanza.

## Personajes
Una figura importante en la historia del convento de la Merced de Calasparra fue el D. Diego de Toledo, comendador de la Encomienda de Calasparra, que dio licencia para que se fundase convento de religiosos descalzos de Nuestra Señora de la Merced el 8 de febrero de 1625. Joaquín Miñano Pay fue la persona que compró el convento de la Merced, tras la exclaustración, en 1849.

## Obras
El altar mayor tendría, en su momento, un retablo antiguo, pero en la actualidad está desprovisto de toda ornamentación de épocas pasadas. Quizá se perdió en el incendio provocado por los franceses en 1812. 
El Crucificado
Es una talla realizada en madera. Tamaño algo menor del natural. Se trata de la figura de Cristo en el momento en que entrega su vida por la Humanidad. Está clavado en la cruz mediante tres clavos. Uno para cada mano y otro que clava los pies. No es un Cristo muerto, por eso no lleva en el costado la señal que le causa la lanza una vez que ha expirado y que clavan los soldados para comprobar si está vivo o no. Está con los brazos abiertos clavados en la cruz, la cabeza se gira hacia la izquierda y la mirada se dirige hacia el cielo. El cabello largo cae sobre los hombros. La barba muy simétrica. El cuerpo cubierto tan solo por un paño de pureza, de color blanco, muy arremolinado, dejando al descubierto parte de la cadera, llegando incluso a percibir el inicio de la ingle. No es el típico paño de pureza. En ello percibimos la mano de un escultor moderno que quiere dejar en la obra un estilo propio. Las piernas transcurren paralelas a lo largo del madero vertical, cruzándose a la altura de los tobillos para clavar los pies. Es un cuerpo dolorido, las carnaciones son oscuras y por ellas circulan regueros de sangre viva. Las rodillas están amoratadas por los golpes recibidos durante su interrogatorio y por las caídas a lo largo del camino del Calvario. En los brazos se observa la musculación en tensión así como las venas. En el cuerpo se ve claramente las costillas y la forma del pecho y abdomen.
- Observaciones:

El término griego que se utiliza en la Biblia para designar el instrumento donde murió Jesucristo, es 'stau.rós', significa principalmente un madero o poste en vertical y sin ningún travesaño en horizontal. No hay nada que demuestre que los escritos del Nuevo Testamento designasen con este término un madero con un leño transversal, o sea una cruz. La Biblia también usa la palabra 'xy¿lon' para identificar el instrumento que se usó para ejecutar a Cristo, dicha palabra define en el diccionario, A Greek-English Léxicon: la madera cortada y lista para usarse, palo, leño, viga , poste, madero en que se colgaba a los criminales.. de madera viva, árbol.
Según el análisis de prestigiosos eruditos, Cristo no murió en una cruz, sino en un madero. Es decir, en un poste vertical de madera. La asociación de la imagen de Cristo clavado en una cruz, en puesto de un madero, tiene que ver con la influencia del mundo pagano sobre el cristianismo. Como señala la enciclopedia Británica, 1946, en su tomo VI, página 753: 'el uso de la cruz como símbolo religioso en tiempos anteriores al cristianismo y entre pueblos no cristianos probablemente pueda considerarse casi universal.' La forma de la cruz de dos palos tuvo su origen en la antigua Caldea y se usó como símbolo del Dios Tamúz. Es un hecho incuestionable que en épocas muy anteriores al nacimiento de Cristo la cruz ha sido usada como símbolo sagrado, el Baco griego, el Bel caldeo, el Odín escandinavo.. y muchos otros.
Corazón de Jesús
Es una imagen realizada en yeso. En el siglo XX es común la realización de este tipo de esculturas. Los templos se llenan con imágenes conocidas como 'de Olot'. Se trata de la representación de Cristo resucitado con las llagas de los clavos del madero en sus manos. Ha entregado su corazón, su vida, por la Humanidad. Tras su muerte tiene lugar al tercer día la resurrección y ascenso a los cielos. Por ello está sobre una nube que simboliza ese ascenso. Viste túnica blanca con motivos florales y el sagrado corazón en oro en la parte inferior de la misma. El manto que cuelga sobre su hombro cayendo hacia la cintura es de color rojo, contrastando con el tono de la túnica, también está decorado con motivos vegetales en oro. En la cintura, a modo de cinturón, un cinto en color azul sirve para sujetar la túnica. Son el producto de encargos múltiples que se hacen a través de un molde tipo genérico. Así pues, a lo largo de la Región encontraremos imágenes semejantes a ésta e incluso procedentes del mismo molde.
- Observaciones:

Las imágenes que más obedecen a este tipo de factura son las más demandadas por los feligreses. Así pues, la imagen del Corazón de Jesús, la Inmaculada Concepción, Santa Rita, San Nicolás de Bari, San Antonio Abad, San Roque, las vamos a encontrar en la mayor parte de las iglesias, conventos y monasterios por la devoción que se les tiene.

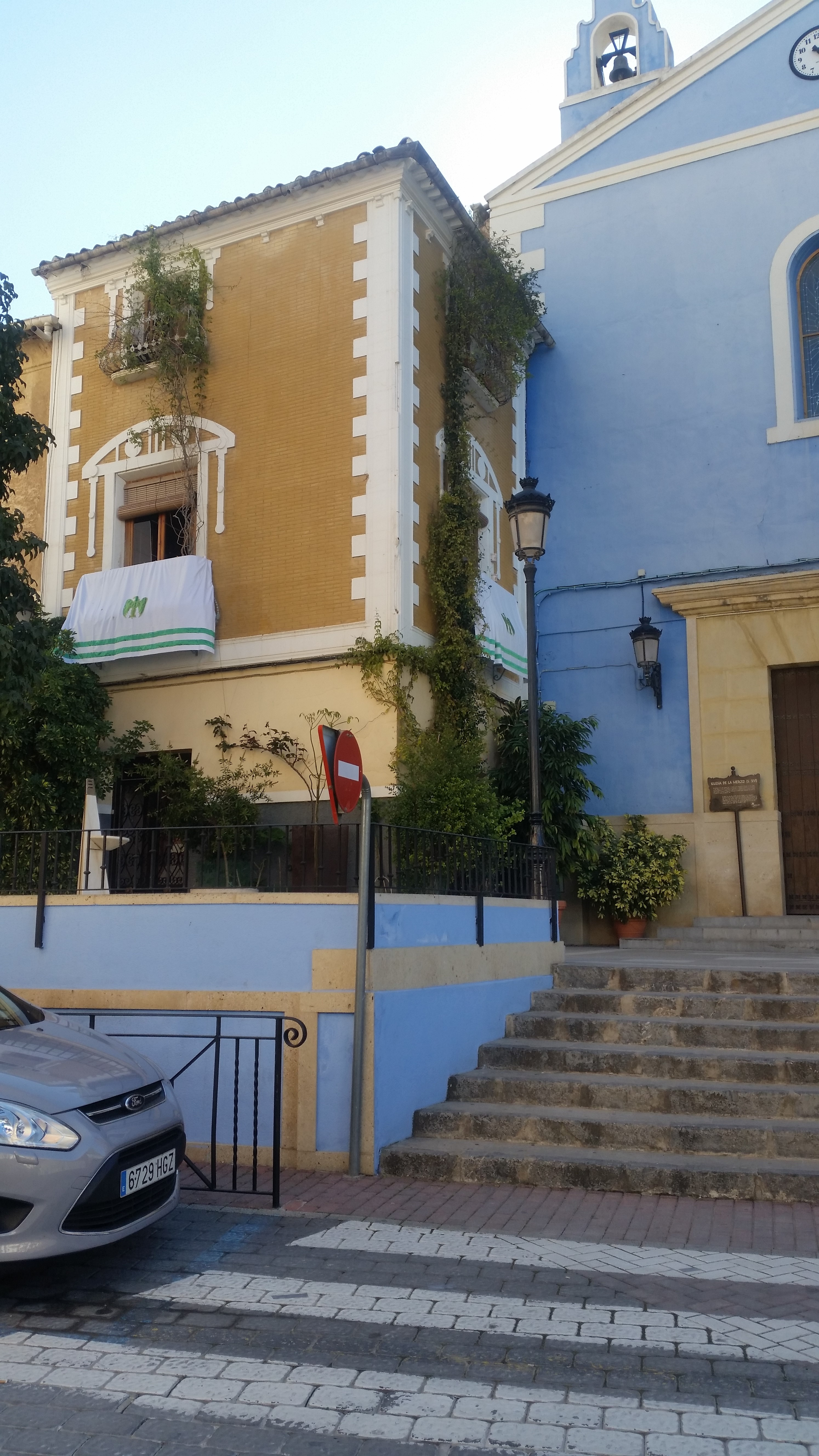
Imagen frontal izquierda de la puerta principal de la Iglesia
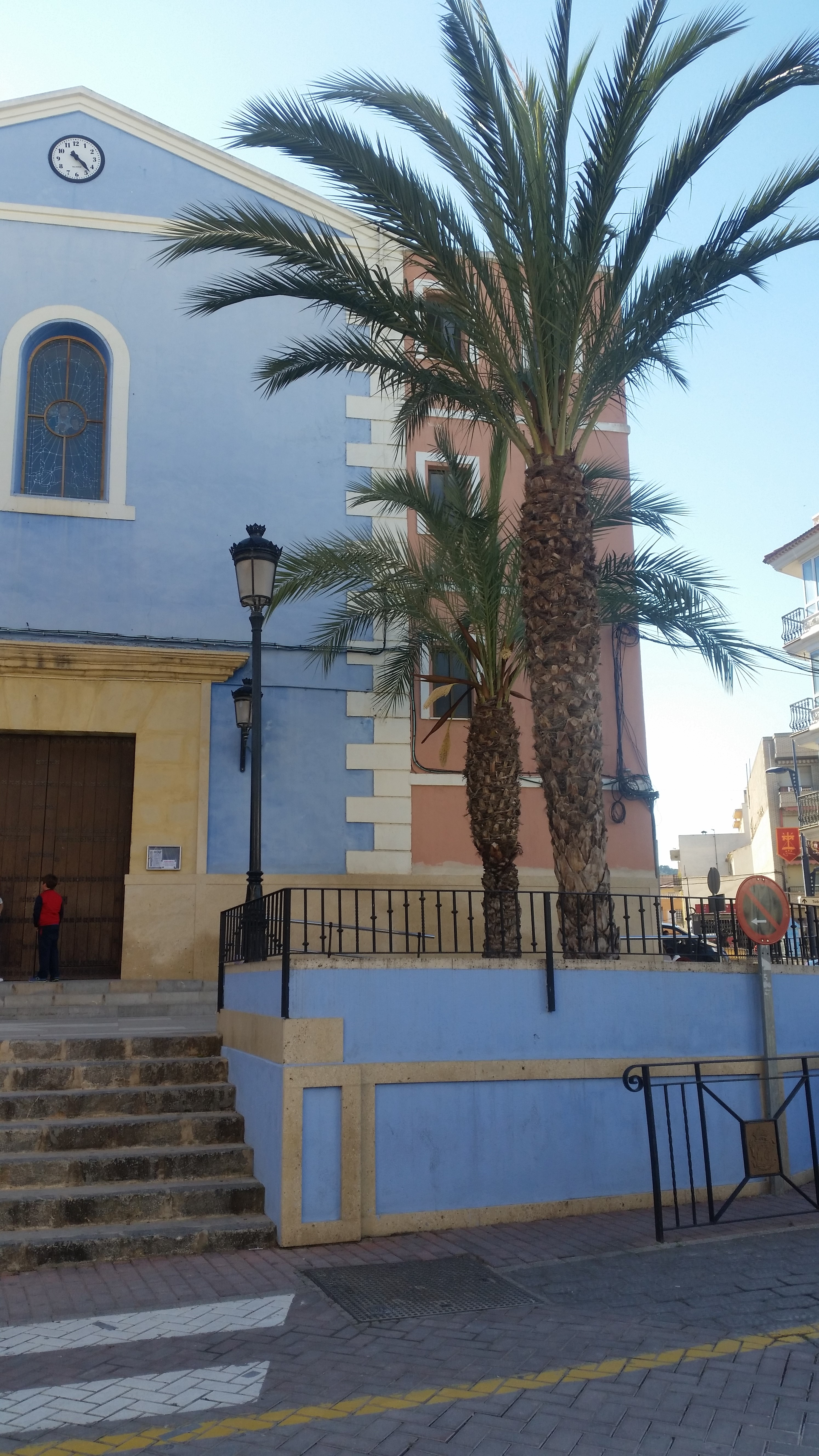
Imagen frontal derecha de la Iglesia
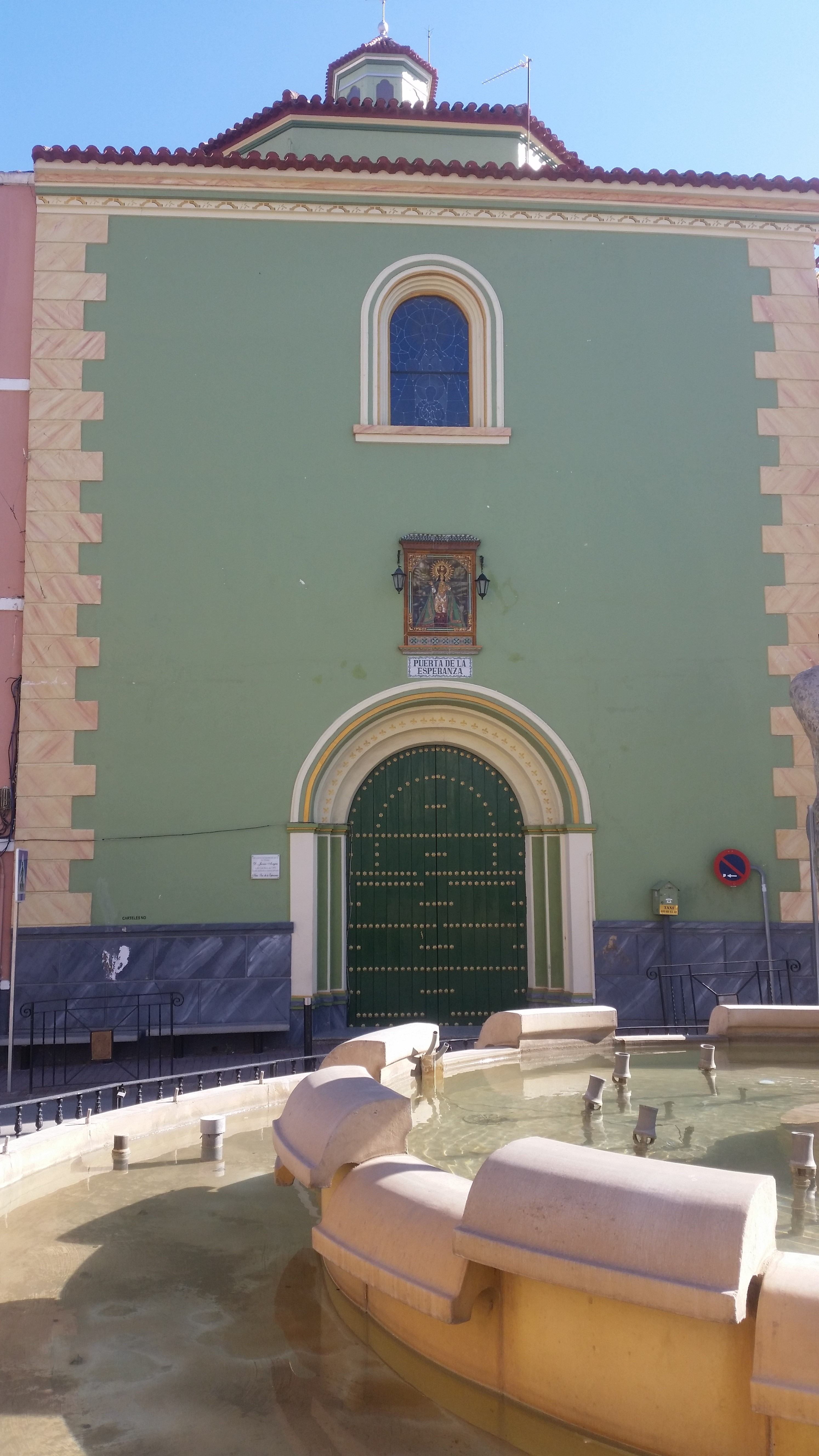
Imagen de la puerta trasera junto a la estatua de El Arrocero calasparreño
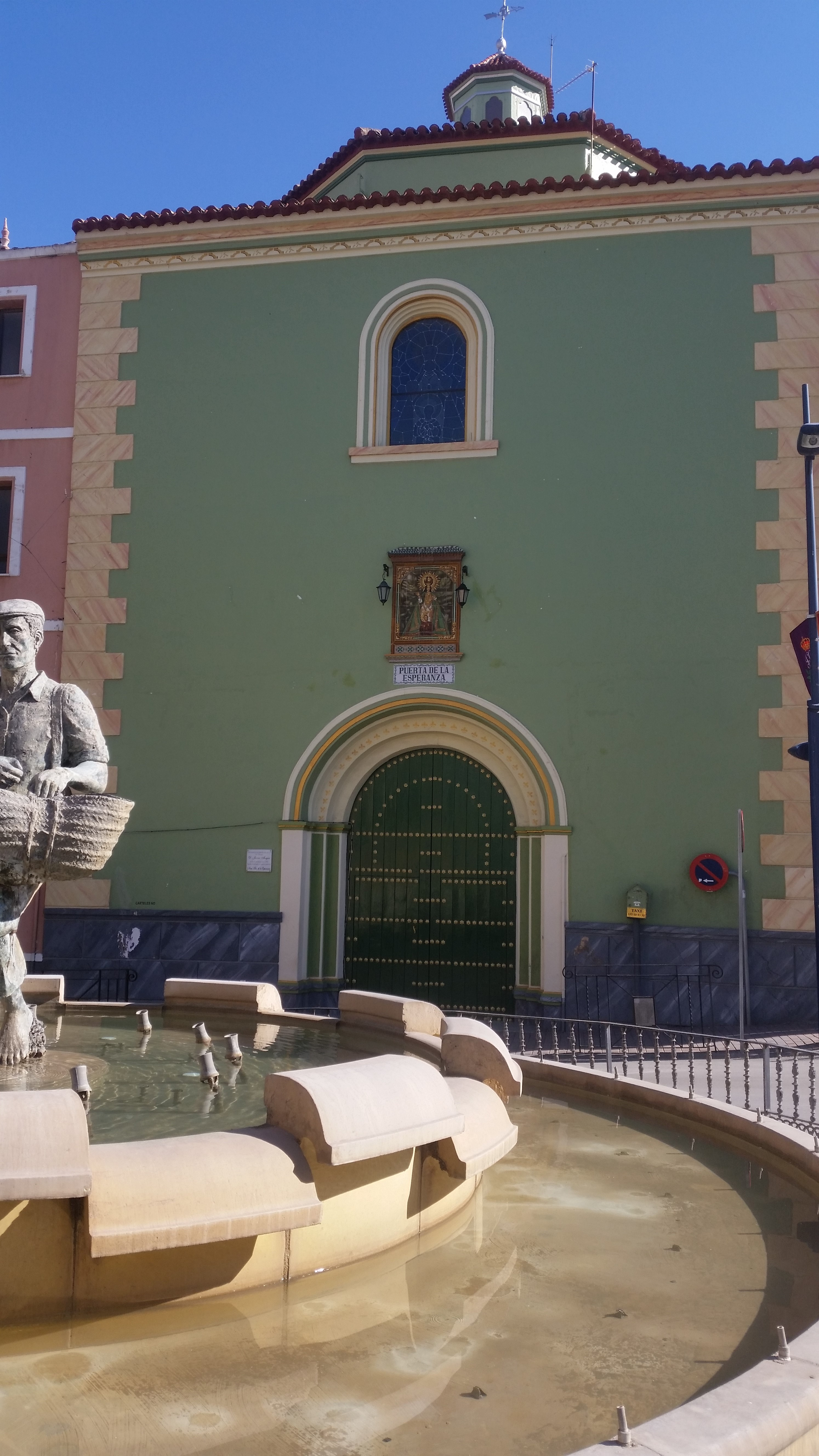
Imagen frontal de la puerta lateral de la Iglesia

- Datos: Q24166225
- Multimedia: Iglesia Nuestra Señora de la Merced (Calasparra) / Q24166225